# Pyuthan (dystrykt)

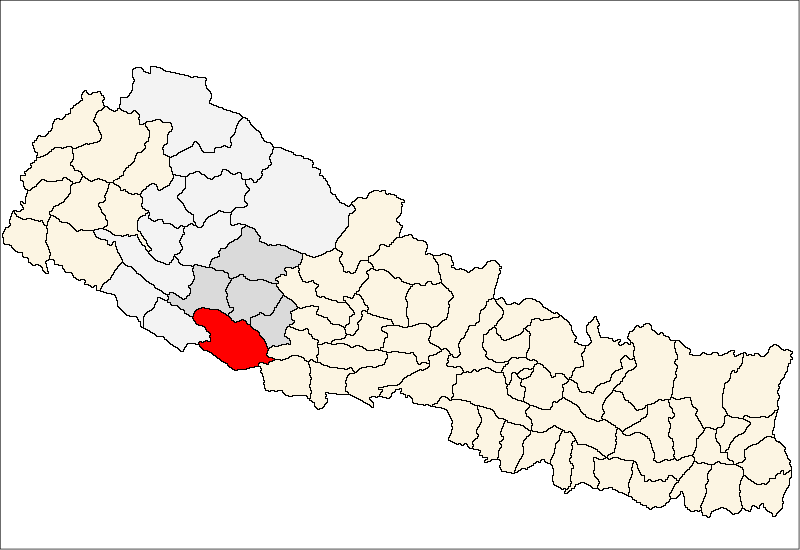
Dystrykt Pyuthan

Dystrykt Pyuthan (nep. दाङ) – jeden z siedemdziesięciu pięciu dystryktów Nepalu. Leży w strefie Rapti. Dystrykt ten zajmuje powierzchnię 1309 km², w 2001 r. zamieszkiwało go 212 484 ludzi. Stolicą jest Pyuthan.